# Cianorte FC
Cianorte FC is een Braziliaanse voetbalclub uit de stad Cianorte in de staat Paraná.

## Geschiedenis
De club werd op 13 februari 2002 opgericht. De club speelde in 2004 voor het eerst in de hoogste klasse van het Campeonato Paranaense en werd in het eerste seizoen derde. De club won in 2004 en 2011 het Campeonato do Interior, een toernooi waaraan de beste clubs uit de staat deelnamen, behalve uit de hoofdstad Curitiba. In 2011 en 2012 speelde de club ook in de Campeonato Brasileiro Série D en bereikte telkens de tweede ronde. In 2014 degradeerde de club.
De club keerde terug bij de staatselite in 2017 en bereikte de halve finale om de titel, die ze verloren van Coritiba. Hierdoor plaatste de club zich voor de Série D 2018 maar werd daar in de groepsfase uitgeschakeld. De club plaatste zich ook voor de Série D in 2019 en bereikte nu de derde ronde, waarin ze verloren van Caxias.

## Bekende (ex-)spelers
- Leandro Pereira